# Through the Dark (film 1924)
Through the Dark è un film muto del 1924 diretto da George W. Hill che aveva come interpreti Colleen Moore, Forrest Stanley, Margaret Seddon. 
La sceneggiatura di Frances Marion si basa su The Daughter of Mother McGinn di Jack Boyle, di cui non è nota la data di pubblicazione.

## Trama
Mamma McGinn, una vedova il cui marito è morto in carcere, ha sempre tenuto nascosto alla figlia Mary la verità. La ragazza, allevata e cresciuta lontana dalla famiglia in un'elegante scuola femminile, è sempre stata tenuta all'oscuro delle attività criminali dei suoi e della casa-rifugio per criminali gestita dalla madre. Un giorno, Mary incontra per caso Boston Blackie, un galeotto che, approfittando di una rivolta dei detenuti da San Quintino, è riuscito a evadere e che ora cerca di raggiungere la casa di mamma McGuin. Inconsapevolmente, Mary lo aiuta a sfuggire alla polizia che è sulle sue tracce. Gli agenti però informano la direzione del collegio di chi sia la famiglia di Mary e la ragazza viene di conseguenza espulsa. Tornata dalla madre, Mary rivede Blackie, di cui intanto si è innamorata. La sua missione, adesso, è quella di riportare sulla retta via l'uomo che ama, ma, all'inizio, i suoi sforzi sembrano non avere successo. Alla fine, però, la sua costanza verrà premiata: Blackie accetta di tornare in carcere a scontare la pena che gli resta dietro la promessa che, al suo rilascio, i due potranno sposarsi.

## Produzione
Il film fu prodotto dalla Cosmopolitan Productions, casa di produzione creata da William Randolph Hearst.

## Distribuzione
Il copyright del film, richiesto dalla Cosmopolitan Corp., fu registrato il 6 gennaio 1924 con il numero LP19917. Nello stesso giorno, il film uscì nelle sale statunitensi, distribuito dalla Goldwyn-Cosmopolitan Distributing Corporation. In Canada, fu presentato in prima a Calgary il 26 giugno 1924. In Brasile, prese il titolo Os Três Apaches; in Francia, quello di Vers le devoir.
Venne vietato dal British Board of Film Censors nel 1924.
Copia della pellicola (acetato negativo in 35 mm) con un rullo mancante si trova conservata negli archivi della Library of Congress di Washington.